# Zagorje (Pivka, Slovenija)
Zagorje je naselje u slovenskoj Općini Pivki. Zagorje se nalazi u pokrajini Notranjskoj i statističkoj regiji Notranjsko-kraškoj. 

## Stanovništvo
Prema popisu stanovništva iz 2002. godine naselje je imalo 358 stanovnika.